# 斯圖拜維爾德峰

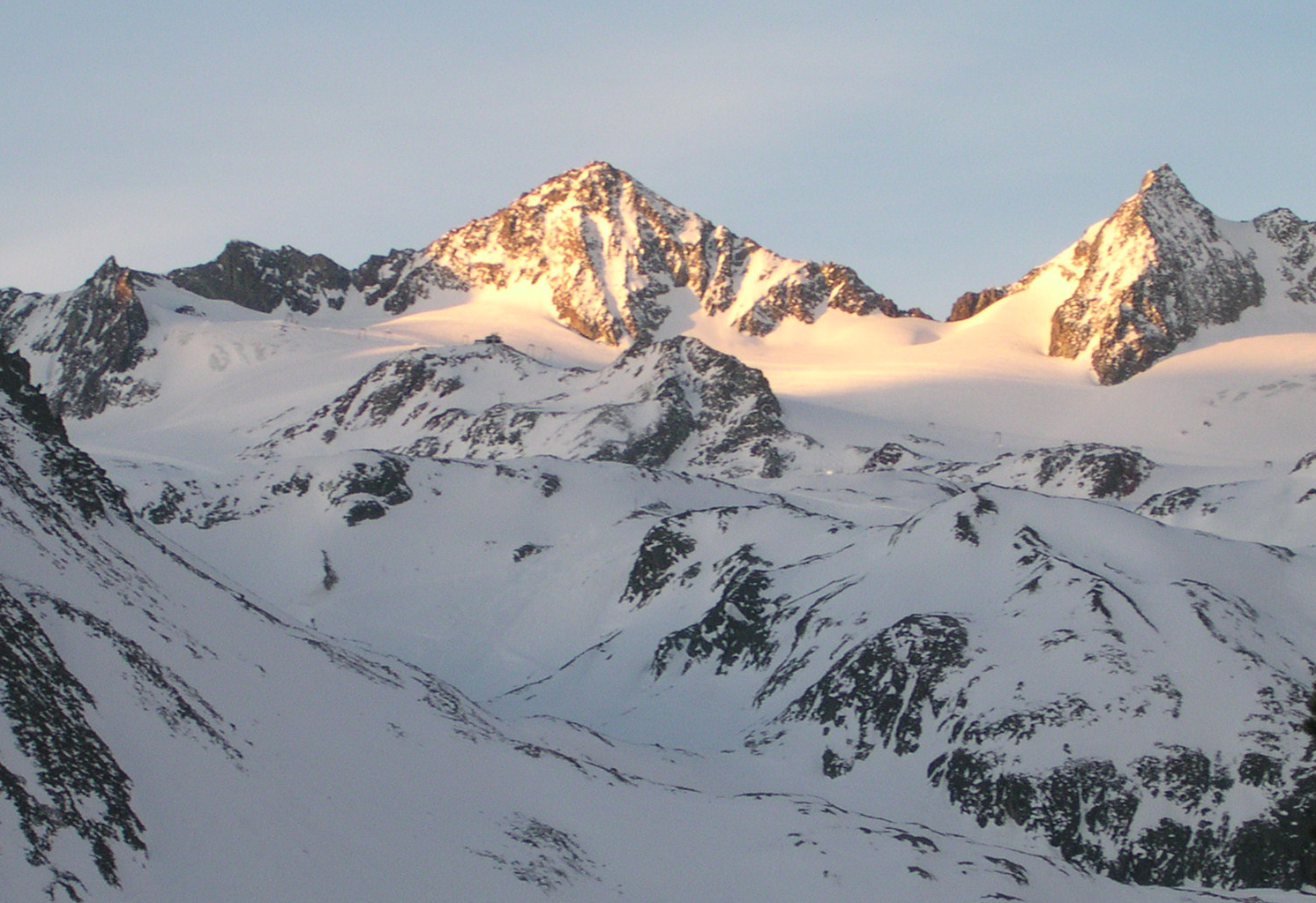

46°59′00″N 11°06′00″E / 46.98333°N 11.1°E
斯圖拜維爾德峰，是奧地利的山峰，位於該國西部，由蒂羅爾州負責管轄，屬於斯圖拜阿爾卑斯山脈的一部分，海拔高度3,341米，每年平均降雨量1,426毫米。